# Sint-Jozefkathedraal (Tianjin)
De Sint-Jozefkathedraal (Chinees:  圣若瑟主教座堂, Pinyin: Shèng Ruòsè zhǔjiào zuòtáng), in de volksmond ook bekend onder de naam Kerk van Xikai ( 西开教堂,  Xikāi jiàotáng), is een rooms-katholiek kerkgebouw in het commerciële centrum van de Chinese stad Tianjin. De grootste rooms-katholieke kerk in de provincie werd gebouwd in de oorspronkelijk Franse concessie van de stad. Sinds 1991 prijkt de kathedraal op de lijst van beschermde monumenten van Tianjin.

## Geschiedenis

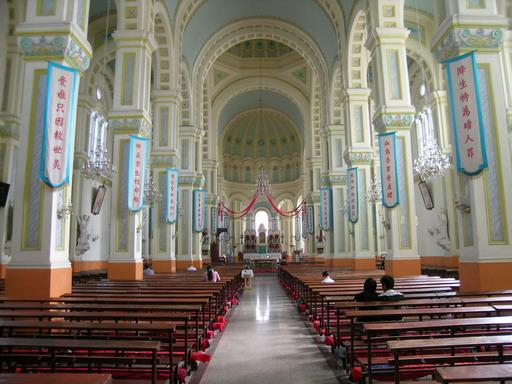
Interieur

In augustus 1913 werd begonnen aan bouw van de kathedraal, waarvan elke steen werd verscheept vanuit Frankrijk. Het kerkgebouw werd in juni 1916 voltooid en het werd de kathedraal van het rooms-katholieke bisdom Tianjin. Naast de Sint-Jozefkathedraal liet het bisdom ook een Sint-Jozefschool en een rooms-katholiek Sint-Jozef-ziekenhuis bouwen.
Op 23 augustus 1966 vielen rode gardisten het gebied aan. Tijdens de aanval werden de drie torens van de kerk verwoest. Ze werden pas in de jaren 1980 herbouwd. Ook de aardbeving in 1976 veroorzaakte schade aan het gebouw. Vanaf 1979 tot de herfst 1980 werden de torens hersteld. In augustus 1991 werd de Xikai-kerk op de lijst van beschermde gebouwen geplaatst. Tot op de dag van vandaag is de kerk de grootste katholieke kerk in de provincie Tianjin.
In de kathedraal worden zowel missen in de Chinese als de Engelse taal opgedragen. Het in Franse stijl gebouwde godshuis biedt plaats aan 1500 gelovigen.